# Deutsches Meisterschaftsrudern 2024
Das 134. Deutsche Meisterschaftsrudern wurde in Werder (Havel) und Krefeld ausgetragen.
Die Regatten der Kleinboote Einer und Zweier ohne wurden vom 19. bis 21. April auf dem Elfrather See in Krefeld ausgetragen. Die Meister in allen weiteren Bootsklassen wurden bei den Großbootmeisterschaften vom 12. bis 14. Juli in Werder (Havel) ermittelt.

## Medaillengewinner

### Männer
| Bootsklasse                           | Gold | Silber | Bronze |
| ------------------------------------- | --- | --- | --- |
| Einer                                 | Paul Berghoff (SC Magdeburg) | Felix Heinrich (Ruder-Klub Normannia) | Timo Strache (Hannoverscher RC von 1880) |
| Doppelzweier                          | Kölner RV 1877 Christian Förster Ruben Mellin | Rgm. SC Magdeburg / MRSV Bayern Paul Berghoff Adrian Klingemann | Wassersportverein Honnef Marc Danne Tim Danne |
| Zweier ohne Steuermann                | Rgm. Marbacher RV / Frankfurter RG Germania Jannik Metzger (MRV) Theis Hagemeister (FRG) | Rgm. Bonner RG / Renn-Rugm. Mülheim Paul Klapperich (BRG) Sven Achterfeld (RRGM) | Ruderverein Dorsten Tobias Strangemann Johannes Benien |
| Doppelvierer                          | Rgm. MRSV Bayern / RV Weser Hameln / Hannover RC / SC Magdeburg Adrian Klingemann (MRSV) Henrik Fleige (RVWH) ArtemZakharov (HRC) Paul Berghoff (SCM) | Rgm. Renn-Rugm. Mülheim / Kettwiger RG Florian Klar (RRGM) Christoph Philips (KRG) Niklas Mattheis (RRGM) Noah Henke (RRGM) | Rgm. Karlsruher RV Wiking / Mannheimer RV Amicitia Karl Draper (KRVW) Jonas Fitz (KRVW) Rune Grofer (KRVW) Lasse Mahnke (MRVA) |
| Vierer ohne Steuermann                | Rgm. RG München 1972 / Münchener RC Benedikt Niederalt (RGM 72) Felix Zukunft (RGM 72) Amade Wagner (MRC 1880) Jonathan Schönecker (MRC 1880) | Münchener Ruder-Club von 1880 Julian Ritter Sebastian Ritter Malte Engelbracht Maximilian Meister | Berliner Ruder-Club Lars Veckenstedt Tom Rigney Aaron Fuchs Leonhard Goez |
| Achter                                | Rgm. RU Arkona Berlin / Berliner Ruder-Club Artur Inopin (RU Arkona) Lars Veckenstedt (BRC) Aaron Fuchs (BRC) Alexander Finger (BRC) Yannik Sens (BRC) Leonhard Goez (BRC) Tom Rigney (BRC) Henk Grote Hölmann (BRC) Johris-Bennet Thurau (BRC, Steuermann) | Rgm. Münchener RC / RG München 1972 Julian Ritter (MRC 1880) Lennard Kausemann (RGM 72) Tim Weinem (RGM 72) Michael Schramm (MRC 1880) Maximilian Meister (MRC 1880) Sebastian Ritter (MRC 1880) Amade Wagner (MRC 1880) Malte Engelbracht (MRC 1880) Annabel Pooley (MRC 1880, Steuermann) | Rgm. Kölner RV 1877 / WSV Düsseldorf RG Bruno Hirsch (KRV 1877) Mats Winkels (WSVD) Christian Förster (KRV 1877) Jonas Karthaus (KRV 1877) Jonas Eichholz (KRV 1877) Robin Goeritz (KRV 1877) Christopher Becerra (KRV 1877) Moritz Reihs (KRV 1877) Malte Otto (KRV 1877, Steuermann) |
| Leichtgewichts-Einer                  | Fabio Kress (Akademischer RC Würzburg) | Joachim Agne (Akademischer RC Würzburg) | Moritz Küpper (RC Westfalen Herdecke 1929) |
| Leichtgewichts-Doppelzweier           | ARC Würzburg Patrick Erdmann Fabio Kress | Rgm. RTHC Bayer Leverkusen / Kölner RV 1877 Takatomo Furumai (RTHC) Bruno Hirsch (KRV 1877) | Rgm. RC Nürtingen / Stuttgarter RG Emil Rauscher (RCN) Loris Waidelich (StRG) |
| Leichtgewichts-Zweier ohne Steuermann | Lübecker RG von 1885 Erike Reimer Moritz Eckmann | Ruder Club am Lech Kaufering Maximilian Aigner Alexander Aigner | Passauer RV von 1874 Lukas Grimm Julian Grimm |
| Leichtgewichts-Vierer ohne Steuermann | Rgm. RTHC Bayer Leverkusen / WSV Düsseldorf RG / Kölner RV 1877 / ARC Würzburg Takatomo Furumai (RTHC) Mats Winkels (WSVD) Bruno Hirsch (KRV 1877) Johannes Ursprung (ARCW)                                                                                 | Rgm. RRG Mülheim / RV Münster Theo Kröschel (RRGM) Luca Lücke (RVM) Sebastian Merschel (RVM) Leonard Allmann (RVM) | RG Wiking Berlin Edvin Novak Erik Meister Francesco Ferraro Xavier Seidel |

### Frauen
| Bootsklasse                 | Gold | Silber | Bronze |
| --------------------------- | --- | --- | --- |
| Einer                       | Alexandra Föster (Ruderclub Meschede) | Katharina Bauer (Ruderverein Treviris 1921) | Lena Wölke (SC Magdeburg) |
| Doppelzweier                | Ruderverein Münster von 1882 Julia Tertünte Tjorven Schneider | Ruderverein Treviris 1921 Lea Müller-Ruchholtz Annika Elsen | Frankfurter Ruder-Club 1884 Lena Kirchner Marlene Zukunft |
| Zweier ohne Steuerfrau      | Rgm. Kettwiger RG / RC Potsdam Lene Mührs (KRG) Anni Kötitz (RCP) | Rgm. ORC Rostock/Greifswalder RC Hilda Tori Schwerin (ORC) Maike Böttcher (GRC) | Rgm. RG München 1972 / RC Potsdam Ricarda Heuser (RGM) Klara Kerstan (RCP) |
| Doppelvierer                | Rgm. Ludwigshafener RV / Kölner RV 1877 / RV Münster Eva Hohoff (LRV) Annika Steinau (KRV 1877) Julia Tertünte (RVM) Pia Otto (KRV 1877) | Rgm. Dresdner RC / RV Triton Leipzig Lisa Töppel (DRC) Pia Nichelmann (RVT) Johanna Sinkewitz (RVT) Viktoria Vasylenko (DRC) | Rgm. RG München 1972 / Münchener RC Maria Fischer (RGM 72) Lisa Weber (RGM 72) Sophie-Elisabeth Tröger (MRC 1880) Magdalena Rabl (RGM 72) |
| Vierer ohne Steuerfrau      | Ruder-Union Arkona Berlin 1879 Wiebke Kaufhold Louisa Neuland Ella Cosack Mandy Reppner | Rgm. Heidelberger RK / RC Nürtingen / RG Heidelberg Elena Weyers (HRK) Neele Zahn (RCN) Marit Neumann (RGH) Dorothee Honnen (RGH) | Rgm. RV im TSV Kappeln / RV Münster / RC Potsdam / Dresdner RC Alina Krüger (TSV) Tjorven Schneider (RVM) Leni Kötitz (RVP) Lilly Waske (DRC) |
| Achter                      | Rgm. RU Arkona Berlin / RC Tegel 1886 Paula Schlodder (RU Arkona) Ann Laube (RU Arkona) Elisabeth Mainz (RU Arkona) Lucia Wenske (RCT) Ella Cosack (RU Arkona) Louisa Neuland (RU Arkona) Wiebke Kaufhold (RU Arkona) Mandy Reppner (RU Arkona) Lisa Hellmers (RU Arkona, Steuerfrau) | Rgm. Heidelberger RK / RC Nürtingen / RC Potsdam / ETuF Essen / Schleissheimer RC Elena Weyers (HRK) Neele Zahn (RCN) Annabel Oertel (RVP) Laura Heinemann (ETuF) Antonia Mohnfeld (ETuF) Paulina Gardlo (ETuF) Luisa Neerschulte (ETuF) Constanze Duell (SRC) Finnja Hoffmann (ETuF, Steuerfrau) | Rgm. Mainzer RV / Frankfurter RG Germania Anne Kistenpfennig (MRV) Ruth Eisenträger (MRV) Hanaa Outojane (MRV) Ida Kruse (FRGG) Mareike Stölzner (MRV) Christina Berchtold (MRV) Marie-Christine Gerhardt (MRV) Laura Brenker (MRV) Anna-Kira Löffert (MRV, Steuerfrau) |
| Leichtgewichts-Einer        | Anna Schiefer (Deutscher Ruder-Club von 1884) | Marion Reichardt (Akademischer RC Würzburg) | Julia Tertünte (Ruderverein Münster von 1882) |
| Leichtgewichts-Doppelzweier | Rgm. ETuF Essen / Kölner RV 1877 Laura Heinemann (ETuF) Pia Otto (KRV 1877) | Rgm. ARC Würzburg / RG Heidelberg Lea Kleinertz (ARCW) Cathrin Reimer (RGH) | Rgm. RK Wannsee / TVK Essen Marlene Wegener (RAW) Karolin Mersmann (TVK) |
| Leichtgewichts-Doppelvierer | Rgm. ETuF Essen / Mannheimer RV Amicitia / RV Münster / Kölner RV 1877 Laura Heinemann (ETuF) Amelia Böhle (MRVA) Julia Tertünte(RVM) Pia Otto (KRV 1877) | Rgm. Kettwiger RG / RK Wannsee / TVK Essen Lilli Fischer (KRG) Nathalie Sendjuk (RAW) Marlene Wegener (RAW) Karolin Mersmann (TVK) | Rgm. RG Heidelberg / SC DHfK Leipzig / ARV zu Leipzig / ARC Würzburg Cathrin Reimer (RGH) Victoria Hory (SCDHfKL) Lea Thiede (ARVL) Lea Kleinertz (ARCW) |

### Mixed
| Bootsklasse  | Gold | Silber | Bronze |
| ------------ | --- | --- | --- |
| Doppelvierer | Rgm. RK Wannsee / Berliner Ruder-Club Nathalie Sendjuk (RAW) Leonhard Goez (BRC) Alexander Finger (BRC) Victoria Finger (RAW) | Rgm. RG München 1972 / Münchener RC Felix Zukunft (RGM 72) Benedikt Niederalt (RGM 72) Sophie-Elisabeth Tröger (MRC 1880) Paula Ruhwandl (RGM 72) | Ruder-Club Potsdam Leonie Ristow Michel Wieck Thorben Fischer Florentina Riffel |
| Achter       | Rgm. RC Nürtingen / Mannheimer RV Amicitia / Mainzer RV / ETuF Essen / ARV zu Leipzig / RC Potsdam / Schleissheimer RC Sven Liebrich (RCN) Axel Oschmann (MRVA) Moritz Schneider (MRVA) Raoul Overath (MRV) Luisa Neerschulte (ETuF) Anna Weiße (ARVL) Annabel Oertel (RVP) Constanze Duell (SRC) Tanja Knöll (RCN, Steuerfrau) | Rgm. RU Arkona Berlin / Berliner RC / Heidelberger RK Artur Inopin (RU Arkona) Lars Veckenstedt (BRC) Tom Rigney (BRC) Henk Grote Hölmann (BRC) Nora Peuser (RU Arkona) Barbara Eger (HRK) Lisa Gutfleisch (HRK) Alina Steffens (HRK) Olivia Rennicke (RU Arkona, Steuerfrau) | Rgm. Ludwigshafener RV / RV im TSV Kappeln / RC Potsdam / Kölner RV 1877 Eva Hohoff (LRV) Alina Krüger (TSV) Leni Kötitz (RVP) Vincent Schmitz (KRV 1877) Bruno Hirsch (KRV 1877) Jonas Eichholz (KRV 1877) Robin Goeritz (KRV 1877) Pia Otto (KRV 1877) Annika Tromm (KRV 1877, Steuerfrau) |